# 绥棱镇
绥棱镇，是中华人民共和国黑龙江省绥化市绥棱县下辖的一个乡镇级行政单位。原为绥棱县人民政府驻地，2016年县城城区部分分置车站街道、建设街道、西北街道、东南街道4个街道办事处，原属靠山乡的3个行政村转至绥棱镇管辖。

## 行政区划
绥棱镇下辖以下地区：
东方红村、东升村和吉长村。